# Nowa Czornorudka
Nowa Czornorudka (ukr. Нова Чорнорудка, do 2016 Żowtnewe, ukr. Жовтневе) – wieś na Ukrainie, w obwodzie żytomierskim, w rejonie berdyczowskim. W 2001 liczyła 564 mieszkańców, spośród których 548 posługiwało się językiem ukraińskim, 14 rosyjskim, 1 mołdawskim, a 1 ormiańskim.